# 伊日·马莱茨
伊日·马莱茨（捷克語：Jiří Malec，1962年11月24日—），捷克男子跳台滑雪运动员。他曾代表捷克斯洛伐克参加1988年冬季奥林匹克运动会跳台滑雪比赛，获得男子个人标准台铜牌。